# Euploea epiphaneia
Euploea epiphaneia är en fjärilsart som beskrevs av Hans Fruhstorfer 1910. Euploea epiphaneia ingår i släktet Euploea och familjen praktfjärilar. Inga underarter finns listade i Catalogue of Life.